# Havana Ginger
Mónica Pendas, más conocida como Havana Ginger (Los Ángeles, California; 27 de febrero de 1984), es una actriz pornográfica y modelo erótica estadounidense.

## Biografía
Havana Ginger nació en Los Ángeles y tiene una hermana gemela, llamada Savana Ginger, que también trabaja en el cine porno. Su ascendencia es cubana, española e indígena. Havana creció en diversos lugares de California. 
En el 2004, empezó a trabajar en películas pornográficas con el nombre de Mika Brown. Cambió su nombre y pasó a llamarse Havana Ginger; su fama y su carrera aumentaron rápidamente. Havana ha afirmado que su sueño es dirigir películas y abrir su propia productora.
Tiene unos implantes salinos rellenos de hasta 600 centímetros cúbicos. Inicialmente pidió a su cirujano que le inyectara solo 550 centímetros cúbicos, pero Havana afirma que se despertó de la cirugía sorprendida al encontrar unos pechos más grandes de lo que ella esperaba.